# Siły Lewicy Rewolucyjnej
Siły Lewicy Rewolucyjnej (tur. Devrimci Sol, DEV-SOL) – organizacja terrorystyczna z Turcji.

## Historia
Grupa powstała w 1978 roku jako jedna z 60 działających w Turcji grup marksistowsko-leninowskich. Jej liderami byli Dursun Karataş i Beri Yagan, będący wcześniej aktywistami Tureckiego Ludowego Frontu Wyzwolenia. Bazy DEV-SOL znajdowały się w Ankarze, Stambule, Adana i Izmirze. Organizacja została zdelegalizowana w 1980 roku. Po tym wydarzeniu rozpoczęła działalność terrorystyczną skierowaną przeciwko tureckiemu wojsku, zagranicznym firmom, NATO i Stanom Zjednoczonym. 
30 stycznia 1991 roku grupa ta dokonała trzech zamachów bombowych: na biuro amerykańskiej komisji migracyjnej, konsulat włoski i brytyjską firmę ubezpieczeniową, 7 lutego zabiła pracownika amerykańskiej bazy lotniczej Incirlik, 28 marca zraniła amerykańskiego ppłk. E. McKinleya, 22 kwietnia zastrzeliła amerykańskiego biznesmena Johna Cendy w Stambule. W marcu 1993 roku Yagan został zastrzelony przez policję, rok później w ręce francuskich służb wpadł Karatas. Formacje rozpadła się, a w jej miejsce powstały Rewolucyjna Partia i Front Wyzwolenia (DHKP-C) oraz Partia i Front Wyzwolenia Turków (THKP-C). Obie formacje nawzajem się zwalczają. W 2009 roku DHKP-C i THKP-C liczyły łącznie około tysiąca członków.
Posiadały struktury na emigracji w Niemczech. Działalność DEV-SOL w RFN została zakazana w lutym 1983 roku.

## Ideologia
Były grupą marksistowsko-leninowską, szczególnie niechętną NATO i Stanom Zjednoczonym.